# René Bernier
René Eugène Camilla Henri Alfred Albert Bernier (Sint-Gillis, 10 maart 1905 - Elsene, 8 september 1984) was een Belgisch componist en muziekpedagoog.

## Levensloop
René Bernier was een zoon van de kunstschilders Géo Bernier en Jenny Hoppe. Hij was een leerling van Paul Gilson. Nadat hij zijn studie voltooid had, werd hij professor voor muziekgeschiedenis aan het Koninklijk Conservatorium Luik. Daarna was hij verbonden aan de muziek-akademie in Brussel. Evenals andere leerlingen van Gilson, was ook hij lid van de componistengroep De Synthetisten (Les Synthetistes). Andere leden van deze groep waren: Francis de Bourguignon, Théo De Joncker, Marcel Poot, Maurice Schoemaker, Jules Strens en Robert Otlet. Bernier werd in 1963 tot lid van de Académie Royale de Belgique benoemd.

## Composities

### Werken voor orkest
- 1945 Epitaphe symphonique voor orkest
- 1948 Ode à une Madone voor orkest
- 1952 Le tombeau devant l'Escaut - (het graf van Emile Verhaeren in Sint-Amands) voor orkest
- 1956 Le bal des ombres ou danses parodiques voor orkest
- 1957 Symphoniette voor strijkorkest
- 1970 Menestrandie voor viool en orkest
- 1970 Tanagras voor orkest

### Werken voor harmonieorkest
- 1954 Hymne de Paix
- 1958/1964 Hommage à Sax voor alto-sax en harmonieorkest
- 1959 Le tombeau devant l'Escaut - (het graf van Emile Verhaeren in Sint-Amands) voor harmonieorkest
- 1969 Danse parodiques voor harmonieorkest
- 1961 Épitaphe II voor harmonieorkest
- 1981 Fanfare Du Triton voor koper en slagwerk

### Kamermuziek
- 1943 Sonatina voor viool en altviool
- 1956 Bassonnerie voor fagot en piano
- 1960 Reverdies voor klarinet en piano
- 1962 Offrande à Erard voor harp
- 1973 Suite pour le plaisir de l'oreille voor saxofoonkwartet
- 1980 Parabole voor altviool en piano

### Werken voor koor
- 1939 Sabots de la Vierge voor koor met vier gemengde stemmen a capella - tekst: Maurice Carême
- 1940 Liturgies voor gemengd koor a capella (dubbel vocaal kwartet) - tekst: Paul Verlaine
- 1947 Hymne de paix voor gemengd koor a capella - tekst: Maurice Carême
- 1951 Du coq à l'âne - nº1 voor vierstemmig gemengd koor a capella - tekst: Maurice Carême
- 1951 Du coq à l'âne - nº2 voor vierstemmig gemengd koor a capella - tekst: Maurice Carême
- 1951 Du coq à l'âne - nº3 voor vierstemmig gemengd koor a capella - tekst: Maurice Carême
- 1951 Du coq à l'âne - nº4 voor vierstemmig gemengd koor a capella - tekst: Maurice Carême
- 1951 Du coq à l'âne - nº5 voor vierstemmig gemengd koor a capella - tekst: Maurice Carême
- 1951 Du coq à l'âne - nº6 voor vierstemmig gemengd koor a capella - tekst: Maurice Carême
- 1951 Du coq à l'âne - nº7 voor vierstemmig gemengd koor a capella - tekst: Maurice Carême
- 1968 Chants incantatoires voor 4 gemengde stemmen a capella - tekst: Géo Libbrecht

### Vocale muziek
- 1924 Poèmes exotiques voor sopraan en piano - tekst: Thou Fou
- 1925 Entrevisions voor sopraan en piano - tekst: Charles van Lerberghe
- 1927 Trois quatrains pour ma mie voor middenstem en piano - tekst: R. Denobele
- 1931 Le blé est blond voor sopraan en piano - tekst: Maurice Carême
- 1936 Éternité voor middenstem en piano - tekst: Franz Hellens
- 1941 Evasions voor middenstem en piano - tekst: Maurice Quoilin
- 1942 Présages voor sopraan en piano - tekst: Auguste Marin
- 1944 Chanson archaïque voor middenstem en piano of harp - tekst: Maurice Maeterlinck
- 1944 Dévotions voor sopraan en piano - tekst: Maurice Carême
- 1948 Eclaircies voor hoge stem en orkest - tekst: Franz Hellens
- 1952 Le cerisier extrait du 2ème recueil des Sortilèges ingénus voor mezzosopraan en piano - tekst: Maurice Carême
- 1956 Fantaisie de tous les temps voor middenstem en piano - tekst: Lucienne Desnoues
- 1964 Chanson marine voor lage stem en orkest - tekst: Edmond Vandercammen
- 1979 Parabole chantée voor contra-alt en piano
- Agnus dei voor middenstem en orgel
- Ecoute, d'autres femmes... voor sopraan, klarinet en piano - tekst: Franz Hellens
- Le poète et l'oiseau voor sopraan of tenor, klarinet en piano - tekst: Armand Bernier

### Werken voor orgel
- 1947 Hymne de paix voor groot orgel

### Werken voor piano
- 1927 Berceuse divine
- 1930 Humoresque dans le style galant
- 1976 Epitaphe sonore voor twee piano's
- 1978 Danses parodiques voor twee piano's
- 1981 Le clavier chantant
- Complainte du "Petit Chose" (Feuille d'album)
- Le jardin secret (Moment lyrique)

## Publicatie
- In memoriam Gaston Brenta, Academie Royale de Belgique. Bulletin de la Classe des Beaux-Arts. 51 (1969), S. 151-155.